# دینیانو
دینیانو (به ایتالیایی: Dignano) یک کومونه در ایتالیا است که در استان اودینه واقع شده‌است.

## خصوصیات
دینیانو ۲۷٫۲ کیلومترمربع مساحت و ۲٬۴۱۰ نفر جمعیت دارد و ۱۱۰ متر بالاتر از سطح دریا واقع شده‌است.